# 同志文學
同志文學屬於LGBT文學的範疇，起源於台灣，受到中國、香港以及馬來西亞等華語社群的影響 。同志一詞過去帶有政治意涵，指在政治方面志同道合的人，如今多被用來指稱同性戀等LGBT族群。
紀大偉的《同志文學史》將同志之英文翻譯為「Tongzhi」，指出同志、同性戀、酷兒三者的收納能耐各不相同，而「同志文學史是台灣的發明」。 對於「同志文學史是台灣的發明」，有些學者持不同觀點。